# Славко Мркоци
Славко Мркоци (Познановец, 2. октобар 1922 — Вараждинске Топлице, 21. септембар 1943), учесник Народноослободилачке борбе и народни херој Југославије.

## Биографија
Рођен је 2. октобра 1922. године у Познановцу, Хрватско загорје. Родио се у сиромашној породици са седморо деце. Отац Фрањо радио је на железници као радник, а мало земље није било доста ни за прехрану породице. Славко је у Познановцу завршио основну школу и ковачки занат, па је постао вешт у том послу.
У време кад је он завршио занат, у том крају почиње да се активира тада илегална Комунистичка партија Југославије. Организација Комунистичке партије основана је 1934. године у Лугу Познановечком. Њена се делатност убрзо показала међу цигларским радницима фабрике „Загорка“ у Бедековчини и Фабрици кожа у Познановцу, као и у осталим радионицама тог подручја. Радници су се укључили у синдикате из склопа Уједињеног радничког синдикалног савеза Југославије (УРССЈ), и почели да организују многе акције за побољшање материјалног положаја и радних услова. У тим акцијама учествовао је и Славко. Члан Савеза комунистичке омладине Југославије постао је 1941. године.
На том послу затекла га је окупација Југославије. Одмах је почео да ради на припремама за устанак, на скупљању оружја, те одржавању веза између првих група бораца и партијске организације. У августу 1941. године, група од петнаест чланова КПЈ, наоружаних бораца, окупила се у шуми Дубрава близу Познановца. Славко је с њом био у сталној вези.
С још четрнаест скојеваца, октобра 1942. године, отишао је у Калнички партизански одред. Они су постали језгра Загорске ударне чете на Калнику, а Славко постао њен први командир. Био је један од најбољих митраљезаца и бомбаша у Одреду.
Задаћа Загорске ударне чете била је борба на територији Хрватског загорја, како би се омогућило јачање устанка и револуције у том делу Хрватске. Као командир Загорске ударне чете, Славко Мркоци је предњачио у многим њеним оружаним акцијама, али и у политичком раду меду становницима тог краја. Чета је, углавном, имала посебне задатке, које је добијала непосредно од штаба Калничког одреда. Последњи такав задатак био је напад на јако непријатељско упориште у Вараждинским Топлицама, где су били усташки легионари и домобрани. Напад је извршила Загорска ударна чета, на челу са Славком, 21. септембра 1943. године. Непријатељ је пружао отпор, а на крају је дошло до борбе прса о прса. Славко је бацао бомбе на непријатеље, али је на крају и сам био погођен непријатељском бомбом.
Указом Президијума Народне скупштине Федеративне Народне Републике Југославије, 9. маја 1952. године, проглашен је за народног хероја.
Од првог дана устанка и револуције цела његова породица учествовала је у Народноослободилачкој борби. Осим њега, погинули су и сестра Тонка и брат Стјепан. Други брат, Марко, после рата био је истакнути друштвено-политички радник у свом крају.